# Natação nos Jogos Olímpicos de Verão de 2020 - 800 m livre feminino
A competição dos 800 m livre feminino da natação nos Jogos Olímpicos de Verão de 2020 foi disputada entre 29 e 31 de julho de 2021 no Centro Aquático, em Tóquio. Um total de 30 nadadoras de 22 Comitês Olímpicos Nacionais (CON) participaram do evento.

## Qualificação
O tempo de qualificação olímpica ao evento foi de 8min33s36. Até duas nadadoras por Comitê Olímpico Nacional (CON) poderiam se qualificar automaticamente nadando naquele tempo em um evento de qualificação aprovado. Por sua vez, o tempo de seleção olímpica foi de 8min48s76. Até uma nadadora por CON estaria elegível para a qualificação com esse tempo com sua entrada classificada em um ranking até que o número de participantes fosse atingido. CONs sem uma nadadora qualificada em qualquer evento poderiam obter seus lugares através das vagas de universalidade.

## Formato
A competição consiste em duas rodadas: preliminares e final. As nadadoras com os 8 melhores tempos nas preliminares avançam a final. Desempates (swim-offs) são utilizados conforme necessário para quebrar os empates de avanço a próxima rodada.

## Calendário
Horário local (UTC+9)
| Data                | Horário | Fase         |
| ------------------- | ------- | ------------ |
| 29 de julho de 2021 | 19:00   | Preliminares |
| 31 de julho de 2021 | 10:45   | Final        |

## Medalhistas
| Ouro   | USA Katie Ledecky     |
| Prata  | AUS Ariarne Titmus    |
| Bronze | ITA Simona Quadarella |

## Recordes
Antes desta competição, os recordes mundiais e olímpicos da prova eram os seguintes:
| Tipo | Atleta        | Tempo   | Local          | Data                 |
| ---- | ------------- | ------- | -------------- | -------------------- |
|      | Katie Ledecky | 8:04.79 | Rio de Janeiro | 12 de agosto de 2016 |
|      | Katie Ledecky | 8:04.79 | Rio de Janeiro | 12 de agosto de 2016 |

## Resultados

### Preliminares
As nadadoras com as 8 primeiras colocações, independente da bateria, avançam a final.
| Pos. | Bateria | Raia | Nadadora                 | CON                | Tempo   | Notas            |
| ---- | ------- | ---- | ------------------------ | ------------------ | ------- | ---------------- |
| 1    | 4       | 4    | Katie Ledecky            | USA Estados Unidos | 8:15.67 | Q                |
| 2    | 4       | 6    | Katie Grimes             | USA Estados Unidos | 8:17.05 | Q                |
| 3    | 4       | 5    | Simona Quadarella        | ITA Itália         | 8:17.32 | Q                |
| 4    | 4       | 3    | Sarah Köhler             | GER Alemanha       | 8:17.33 | Q                |
| 5    | 3       | 6    | Anastasiya Kirpichnikova | ROC                | 8:18.77 | Q,               |
| 6    | 3       | 5    | Ariarne Titmus           | AUS Austrália      | 8:18.99 | Q                |
| 7    | 3       | 3    | Kiah Melverton           | AUS Austrália      | 8:20.45 | Q                |
| 8    | 3       | 4    | Wang Jianjiahe           | CHN China          | 8:20.58 | Q                |
| 9    | 3       | 8    | Isabel Gose              | GER Alemanha       | 8:21.79 |                  |
| 10   | 3       | 1    | Li Bingjie               | CHN China          | 8:22.49 |                  |
| 11   | 2       | 3    | Summer McIntosh          | CAN Canadá         | 8:25.04 |                  |
| 12   | 4       | 8    | Merve Tuncel             | TUR Turquia        | 8:25.62 |                  |
| 13   | 3       | 2    | Ajna Késely              | HUN Hungria        | 8:26.20 |                  |
| 14   | 4       | 7    | Mireia Belmonte          | ESP Espanha        | 8:26.71 |                  |
| 15   | 2       | 6    | Julia Hassler            | LIE Liechtenstein  | 8:26.99 | Recorde nacional |
| 16   | 2       | 5    | Waka Kobori              | JPN Japão          | 8:28.90 |                  |
| 17   | 2       | 4    | Miyu Namba               | JPN Japão          | 8:32.04 |                  |
| 18   | 1       | 3    | Eve Thomas               | NZL Nova Zelândia  | 8:32.51 |                  |
| 19   | 1       | 4    | Kristel Köbrich          | CHI Chile          | 8:32.58 |                  |
| 20   | 4       | 2    | Martina Caramignoli      | ITA Itália         | 8:33.15 |                  |
| 21   | 2       | 7    | Jimena Pérez             | ESP Espanha        | 8:33.98 |                  |
| 22   | 2       | 8    | Marlene Kahler           | AUT Áustria        | 8:36.16 |                  |
| 23   | 2       | 1    | Deniz Ertan              | TUR Turquia        | 8:36.29 |                  |
| 24   | 1       | 5    | Viviane Jungblut         | BRA Brasil         | 8:38.88 |                  |
| 25   | 2       | 2    | Tamila Holub             | POR Portugal       | 8:40.04 |                  |
| 26   | 1       | 6    | Katja Fain               | SLO Eslovênia      | 8:41.13 |                  |
| 27   | 3       | 7    | Delfina Pignatiello      | ARG Argentina      | 8:44.85 |                  |
| 28   | 1       | 2    | Han Da-kyung             | KOR Coreia do Sul  | 8:46.66 |                  |
| 29   | 1       | 1    | Arianna Valloni          | SMR San Marino     | 8:54.78 |                  |
| 30   | 1       | 7    | Nguyễn Thị Ánh Viên      | VIE Vietnã         | 9:03.56 |                  |
| 31   | 4       | 1    | Anna Egorova             | ROC                | DNS     |                  |

### Final
As três nadadoras mais rápidas na final conquistaram as medalhas.
| Pos. | Raia | Nadadora                 | CON                | Tempo   | Notas              |
| ---- | ---- | ------------------------ | ------------------ | ------- | ------------------ |
| 01 ! | 4    | Katie Ledecky            | USA Estados Unidos | 8:12.57 |                    |
| 02 ! | 7    | Ariarne Titmus           | AUS Austrália      | 8:13.83 | Recorde da Oceania |
| 03 ! | 3    | Simona Quadarella        | ITA Itália         | 8:18.35 |                    |
| 4    | 5    | Katie Grimes             | USA Estados Unidos | 8:19.38 |                    |
| 5    | 8    | Wang Jianjiahe           | CHN China          | 8:21.93 |                    |
| 6    | 1    | Kiah Melverton           | AUS Austrália      | 8:22.25 |                    |
| 7    | 6    | Sarah Köhler             | GER Alemanha       | 8:24.56 |                    |
| 8    | 2    | Anastasiya Kirpichnikova | ROC                | 8:26.30 |                    |

Legenda
| Recorde mundial      | Recorde mundial (World record)               |                       | Recorde africano                      | Recorde africano (African) |                                           | Q | Classificado por posição (Qualified) |
| Recorde olímpico     | Recorde olímpico (Olympic record)            | Recorde da América    | Recorde da América (Americas)         | q                          | Classificado por melhor tempo (Qualified) |   |                                      |
| Melhor marca do ano  | Melhor marca do ano (World leading)          | Recorde asiático      | Recorde asiático (Asian)              | DNS                        | Não largou (Did not start)                |   |                                      |
| Recorde nacional     | Recorde nacional (National record)           | Recorde europeu       | Recorde europeu (European)            | DNF                        | Não terminou (Did not finish)             |   |                                      |
| Recorde pessoal      | Recorde pessoal do atleta (Personal best)    | Recorde da Oceania    | Recorde da Oceania (Oceania)          | DSQ / DQ                   | Desclassificado (Disqualified)            |   |                                      |
| Recorde da temporada | Recorde da temporada do atleta (Season best) | Recorde sul-americano | Recorde sul-americano (South America) | NM                         | Sem marca (No mark)                       |   |                                      |